# Manurevana draconarius
Manurevana draconarius är en insektsart som först beskrevs av Ronald Gordon Fennah 1958.  Manurevana draconarius ingår i släktet Manurevana och familjen kilstritar. Inga underarter finns listade i Catalogue of Life.